# Ruperto Kangleon
Ruperto Kangleon (Macrohon, 27 maart 1890 - 27 februari 1958) was een Filipijns militair en politicus.

## Biografie
Ruperto Kangleon werd geboren in barangay San Roque in de gemeente Macrohon in de Southern Leyte. Hij was het tweede kind uit een gezin van zes van Braulio Kangleon en Flora Kadaba. Tijdens de Tweede Wereldoorlog was hij guerrillaleider op Leyte. Na het voltooien van de Cebu High School studeerde hij aan het College of Liberal Arts van de University of the Philippines in Manilla. Na enige tijd switchte hij echter naar de Philippine Constabulary Academy in Baguio, de voorloper van de Philippine Military Academy. Na het behalen van zijn diploma in 1916 diende hij als officier op het platteland onveilig maakten, waar bandieten in die dagen de omgeving onveilig maakten.
In de Tweede Wereldoorlog speelde zijn guerrillagroepering een belangrijke rol voorafgaand aan de landing van de Amerikaanse troepen onder leiding van generaal Douglas MacArthur op het strand van Palo op 20 oktober 1944. Voor zijn rol bij de verovering van Leyte kreeg Kangleon van MacArthur de Distinguished Service Cross uitgereikt en werd hij bevorderd tot kolonel. Na de oorlog werd hij door de nieuwe regering onder leiding van Sergio Osmeña benoemd tot gouverneur van Leyte. Na het verkrijgen van de onafhankelijkheid in 1946 werd Kangleon benoemd tot Ministerie van Defensie in het kabinet van president Manuel Roxas. Ook in de beginperiode van diens opvolger Elpidio Quirino bleef hij minister tot hij in augustus 1950 werd opgevolgd door een andere oud-guerrillaleider Ramon Magsaysay. Bij de verkiezingen van 1953 werd Kangleon gekozen in de Filipijnse Senaat. In de Senaat zette hij zich in voor de belangen van Filipijnse veteranen.